# Cirkel van Adams

De cirkel van Adams (rood) en de ingeschreven cirkel (blauw).

De cirkel van Adams is een cirkel die ten opzichte van een driehoek wordt gedefinieerd. De cirkel is vernoemd naar de Duitse wiskundige Carl Adams (1811-1849) die de cirkel als eerste beschreef in 1843.
De cirkel wordt verkregen door vanuit het punt van Gergonne van driehoek {\displaystyle ABC} drie lijnen te trekken evenwijdig aan de zijden van de raakpuntendriehoek {\displaystyle T_{A}T_{B}T_{C}}. De lijn evenwijdig aan {\displaystyle T_{A}T_{B}} snijdt {\displaystyle AC} en {\displaystyle AC} in twee punten, en evenzo vinden we twee tweetallen punten met de lijnen evenwijdig aan {\displaystyle T_{A}T_{C}} en {\displaystyle T_{B}T_{C}}. Deze zes punten liggen op een cirkel, de cirkel van Adams.
Het middelpunt van de cirkel van Adams is gelijk aan het middelpunt van de ingeschreven cirkel. De straal van de cirkel van Adams is gegeven door
{\displaystyle R_{A}={\frac {r{\sqrt {p^{2}-abcs-ps^{2}}}}{p-s^{2}}},}
waarin {\displaystyle r} de straal van de ingeschreven cirkel is, {\displaystyle s} de halve omtrek en {\displaystyle p=ab+ac+bc}.